# Terry Williams
Terry Williams (Swansea, 11 januari 1948) was drummer bij onder andere de Britse rockband Dire Straits. Ook speelde hij in vele andere bands gedurende de jaren 60, 70 en 80.
In de jaren 60 speelde Terry Williams in een aantal bands, waaronder The Smokeless Zone en Dream. In de jaren 70 speelde hij onder andere voor de groep Man, dit deed hij tot 1977 toen de groep tijdelijk stopte. Van 1978 tot 1981 speelde hij in Rockpile. Ook toerde hij in 1981 en 1982 in de band van Meat Loaf, onder de naam The Neverland Express. Zijn grootste bekendheid verwierf hij waarschijnlijk in de periode van 1982 tot en met 1989, toen hij drummer was van Dire Straits. Meestal drumde hij alleen live met de groep, studiowerk liet hij over aan andere drummers op enkele singles daargelaten.
Tegenwoordig drumt Terry Williams niet meer op grote schaal, maar af en toe treedt hij nog op met verschillende muzikanten.